# Flávio Brandão

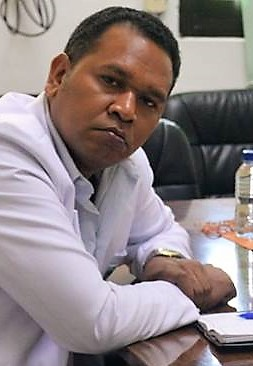
Flávio Brandão (2017)

Flávio Brandão M. de Araújo ist ein osttimoresischer Arzt und Gesundheitspolitiker. Er ist Mitglied des Partido Democrático (PD).
2015 wurde Brandão Generalsekretär der Nationalen Ärztekammer. 2017 war er Leiter der Kinderabteilung des Hospitals Nacional Guido Valadares, 2019 Assistenzdirektor und ab 2021 Direktor der Klinik.
Am 1. Juli 2023 wurde Magno zum zweiten stellvertretenden Gesundheitsminister in der IX. Regierung Osttimors vereidigt. Er ist zuständig für die Operationalisierung der Krankenhäuser.